# Pacifiosoma kuruma
Pacifiosoma kuruma är en mångfotingart som först beskrevs av Mikhaljova 1997.  Pacifiosoma kuruma ingår i släktet Pacifiosoma och familjen Diplomaragnidae. Inga underarter finns listade i Catalogue of Life.